# Cyrtonus scutellatus
Cyrtonus scutellatus é uma espécie de artrópode pertencente à família Chrysomelidae.